# Nectaire (botanique)
Pour les articles homonymes, voir Nectaire.

Diagramme d'une fleur à maturité.

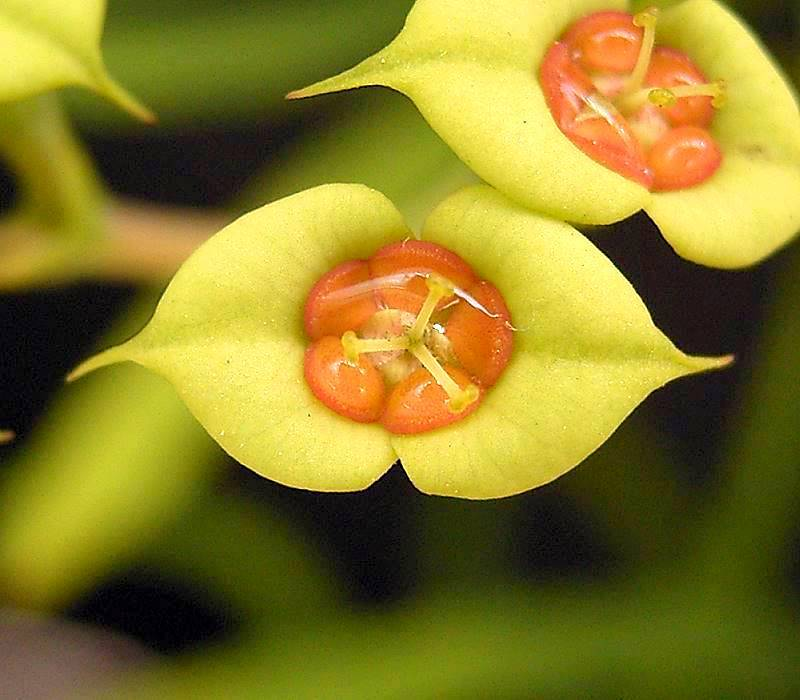
Nectaires floraux dEuphorbia genoudiana.

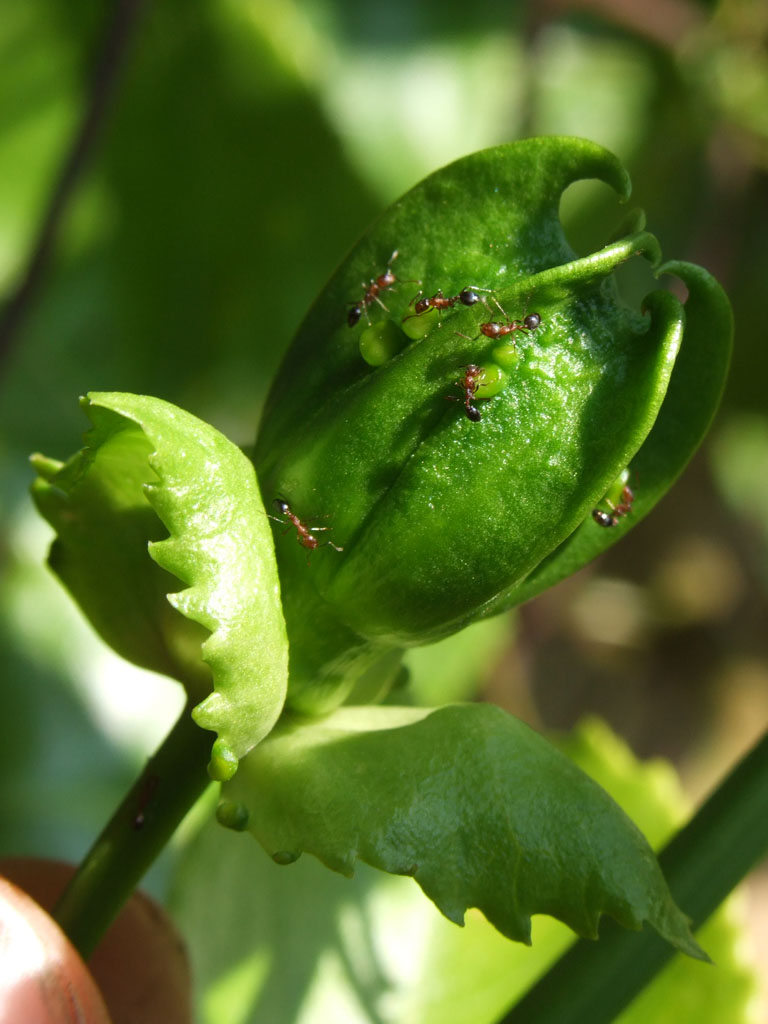
Les glandes extraflorales sur les bractées de cette Passiflore sécrétent un nectar qui attire les fourmis et les distrait d'une éventuelle visite des fleurs dont le nectar est destiné aux pollinisateurs plus efficaces.

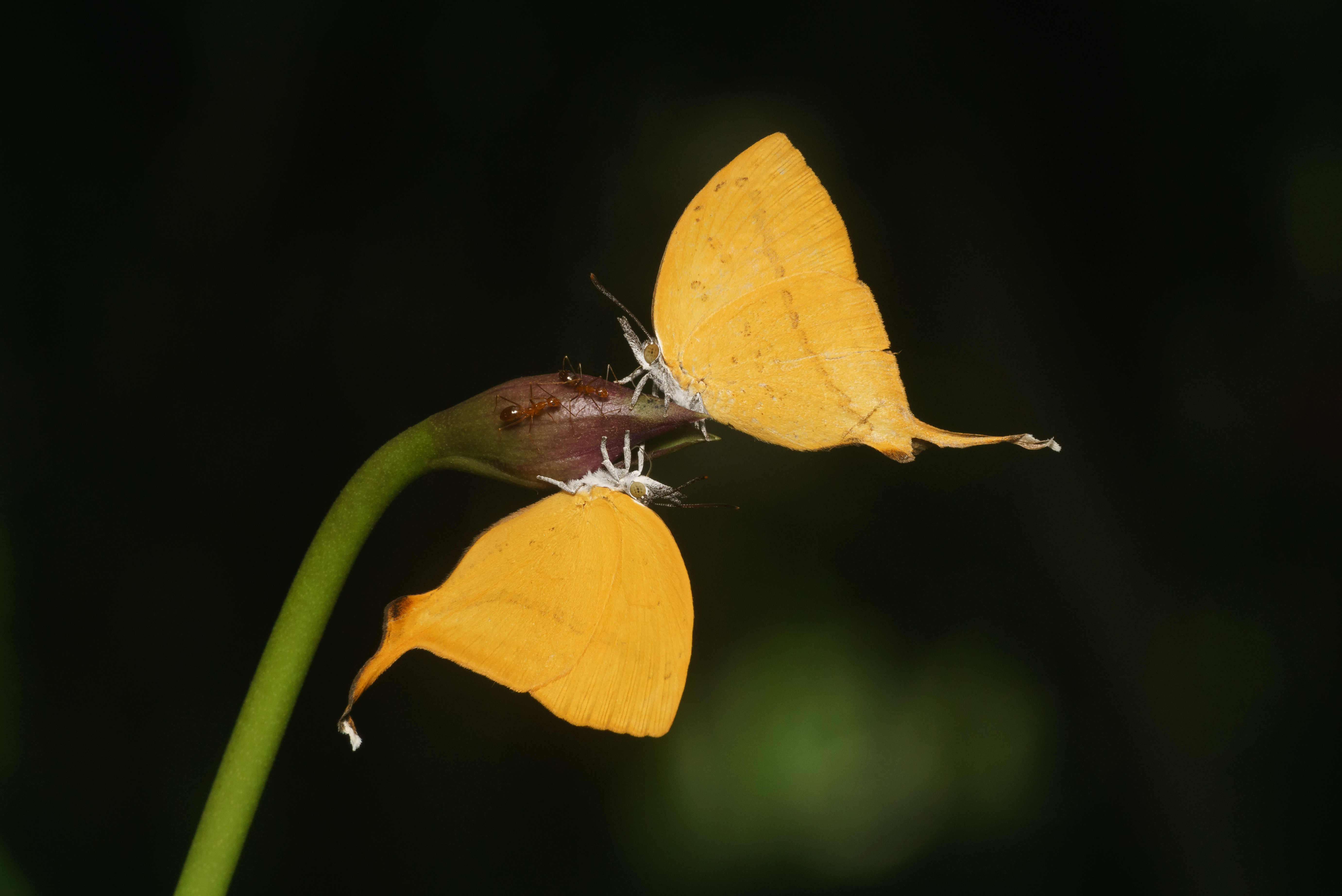
' est un lycénidé myrmécophile qui se comporte en espèce opportuniste en consommant avec des fourmis folles jaunes du nectar extrafloral issu d'un bourgeon.

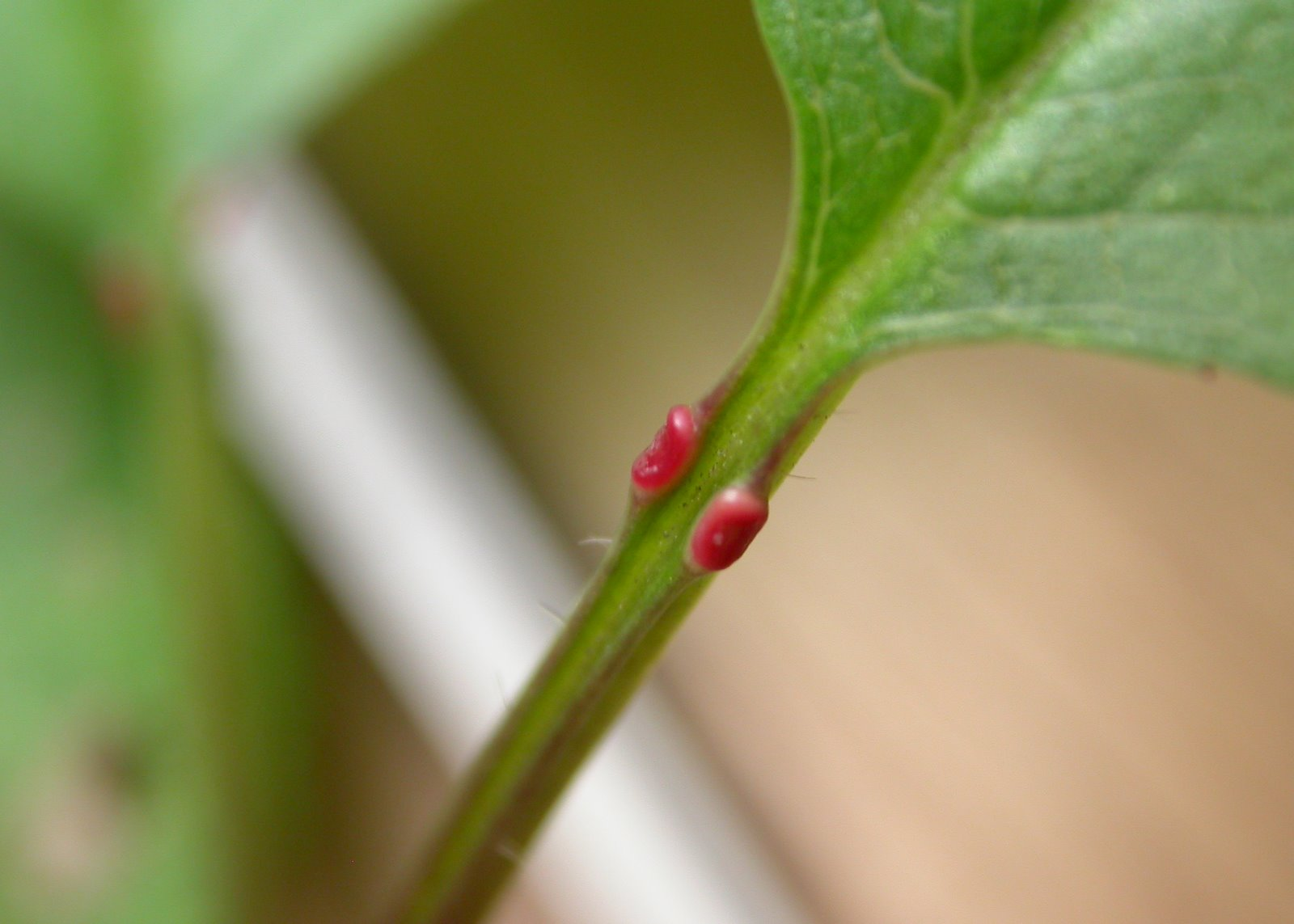
Nectaires pétiolaires associés à un signal visuel, sur un merisier.

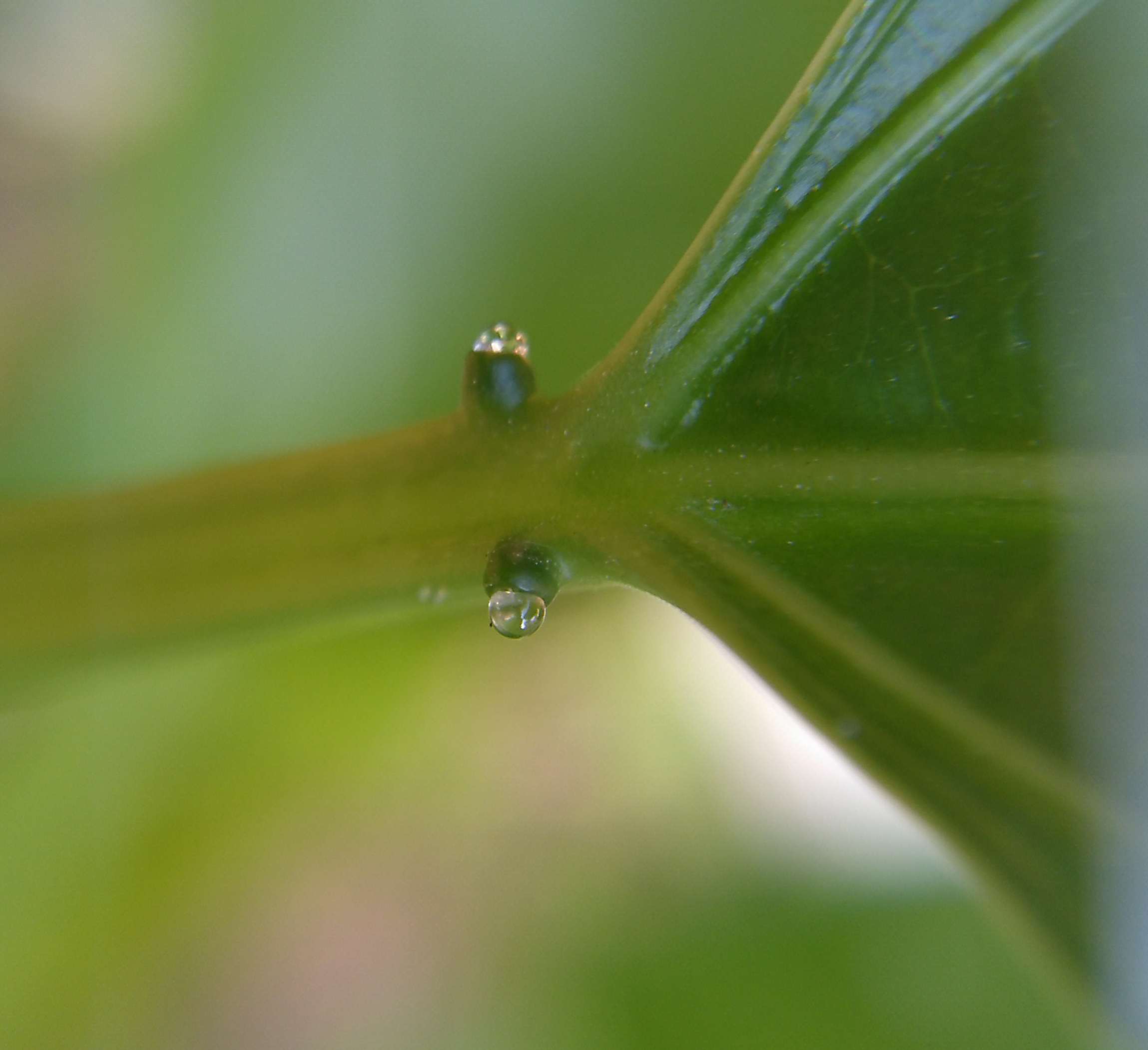
Paire de nectaires pétiolaires sur le pétiole (non associés à un signal visuel) d’une Passiflora edulis, laissant perler des gouttes de nectar.

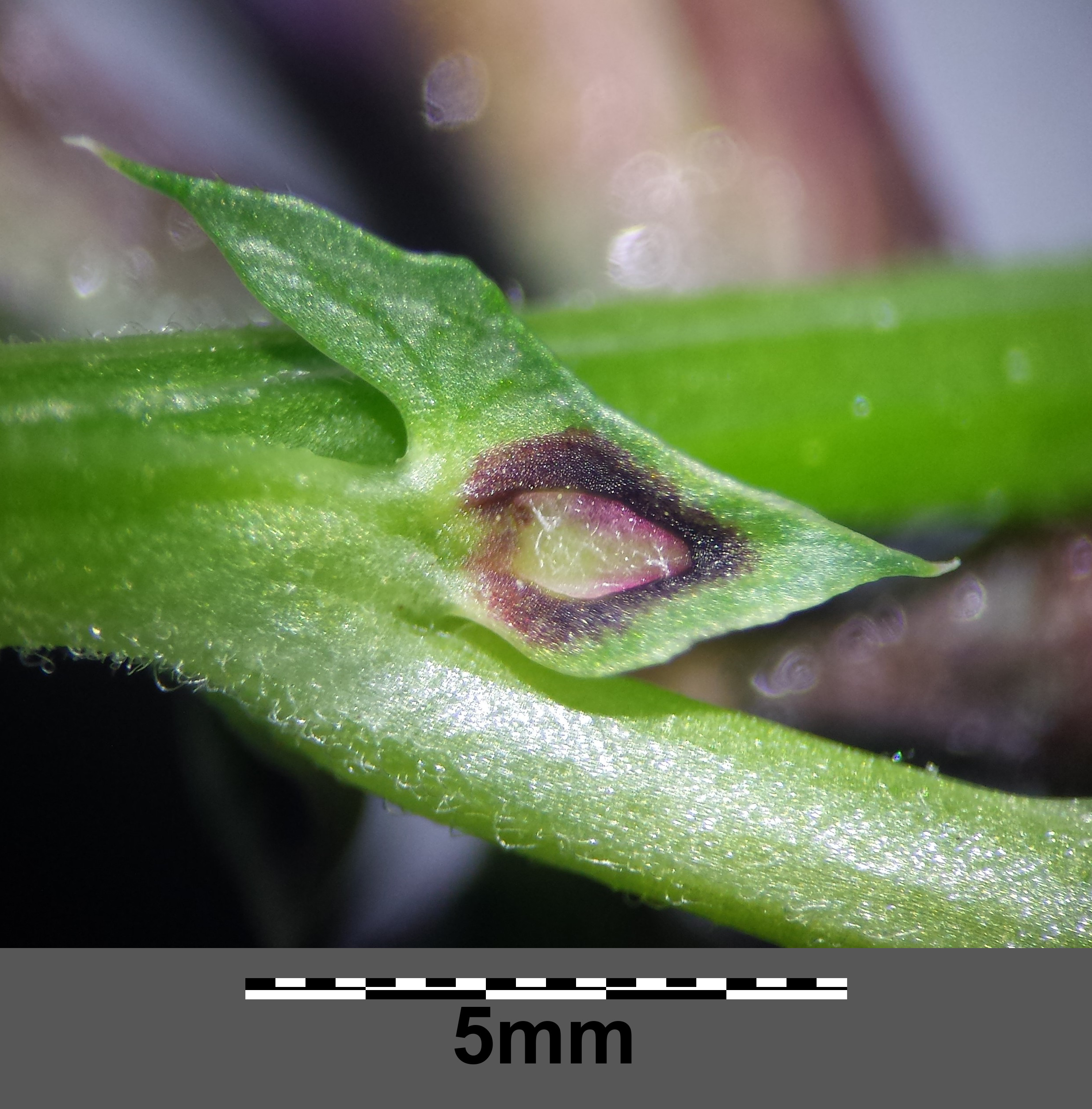
La tache réniforme sur une stipule de Vesce des haies est un pseudonectaire dont le signal visuel favorise la venue d'insectes nectarivores.

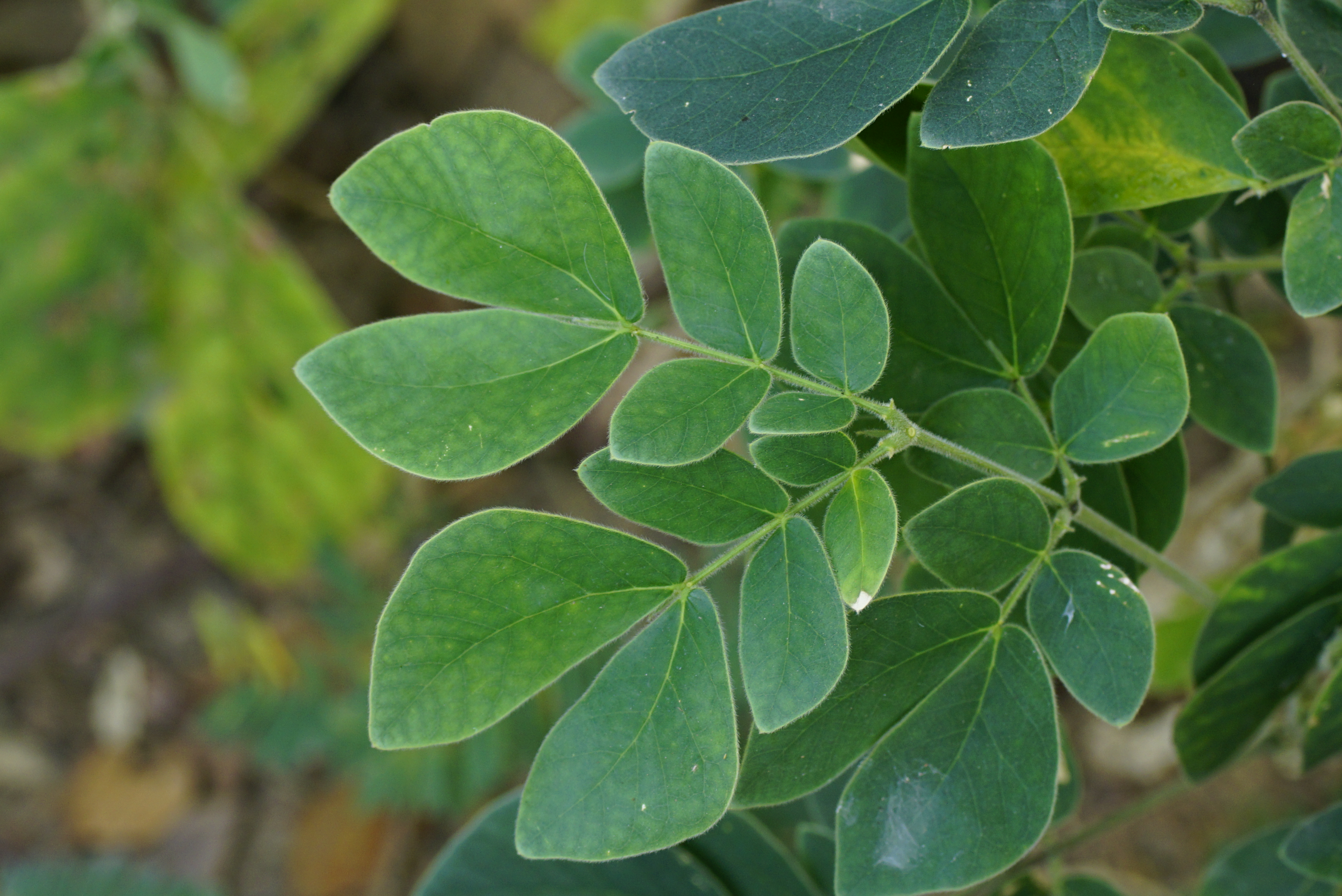
Pseudonectaires non associés à un signal visuel sur le pétiole d'un arbre à pluie.

Un nectaire est un organe nourricier, constitué d'une glande, dont sont pourvues nombre de plantes et qui sécrète le nectar, nourriture alternative au pollen pour les pollinisateurs mutualistes. Les plantes produisant du nectar en abondance sont dites nectarifères.
Le botaniste Gaston Bonnier distingue chez ces tissus sécréteurs, selon leur localisation, de nectaires floraux ou de nectaires extrafloraux, ou, selon leur fonction, de nectaires nuptiaux ou de nectaires extranuptiaux, mais cette distinction est artificielle car l'activité sécrétoire peut être réalisée par quelques cellules nectarigènes qui produisent du nectar à différentes concentrations selon le développement de la plante et les conditions écologiques. 
Présents chez 90 % des plantes à fleurs, les nectaires floraux sont généralement situés sur un disque nectarifère à la base des pièces florales (disque inséré sur le réceptacle floral à la base le plus souvent des pétales, plus rarement des sépales, des étamines ou de l'ovaire). 
Outre ce nectaire floral associé au mutualisme de nutrition et de pollinisation, il existe parfois un  nectaire extrafloral (appelé aussi nectaire extranuptial ou pseudonectaire) associé à un mutualisme de nutrition et de protection, glande plus ou moins spécialisée et de forme variée qui est répartie en divers endroits de la plante. Sa fonction principale est d'attirer des parasitoïdes ou des prédateurs (typiquement des fourmis chez les plantes myrmécophiles) servant de défenses biologiques contre les herbivores.

## Étymologie
Du latin scientifique nectarium (terme scientifique créé par Carl von Linné en 1735, dérivé du latin classique nectar, « breuvage des dieux » et par analogie « boisson, mets doux et agréable »).

## Emplacement et structure
Le nectaire floral est un organe constitué typiquement des tissus suivants : un épiderme, avec ou sans stomates et trichomes, qui secrète extérieurement le nectar ; un parenchyme spécialisé qui produit ou stocke le nectar ; un faisceau conducteur qui apporte au parenchyme eau et nutriments.
Les nectaires peuvent adopter une structure symétrique (symétrie radiaire ou bilatérale) ou asymétrique, être constitués d'une glande unique ou de plusieurs glandes.
Les nectaires floraux sont des glandes plus ou moins spécialisées et de forme variée, réparties en divers endroits de la plante, généralement sur les feuilles (nectaires foliaires sur les limbes, nervures, pétiole), les bractées, les involucres, les stipules ou les bourgeons proches des inflorescences en formation, plus rarement les surfaces externes du calice ou de la corolle (nectaires sépalaires et pétalaires), ou des fruits (nectaires péricarpiaux) en développement ou parvenus à la maturité. Ils ont été recensés chez plus de 3 941 espèces des plantes vasculaires issues d’au moins 108 familles et 745 genres (fougères, plantes à fleurs, surtout des plantes carnivores tropicales et des végétaux en pays tropical ou subtropical) mais pseudonectaires) qui sont visitées par plus de 10 ordres d'insectes. 99,7 % de ces cas concernent des plantes à fleurs, ces glandes n'existant ainsi que chez 1 à 1,8 % de toutes les espèces connues. Elles sont plus fréquentes chez les eudicotylédones, où elles sont présentes chez 3 642 espèces (issues de 654 genres et 89 familles), en particulier chez les rosidées qui représentent plus de la moitié des cas recensés. Les familles montrant les occurrences de nectaires extrafloraux les plus enregistrées sont les Fabaceae (1069 espèces), les Passifloraceae (438 espèces) et les Malvaceae (301 espèces).

« Le nectar extra-floral présente plusieurs avantages par rapport au nectar floral : il est facile d'accès (les nectaires sont apparents et se trouvent à la surface des organes végétaux qui les portent), il est abondant (souvent beaucoup plus que le nectar floral) et il est disponible pendant une très grande partie de la croissance végétative des plantes et non uniquement au moment de la floraison ». Selon le principe d'allocation des ressources, il présente comme inconvénient d'être plus difficile à découvrir car il est plus rarement associé à des signaux visuels ou olfactifs.

## Fonctions
Au cours de l'évolution, les plantes ont adopté plusieurs stratégies pour nourrir leurs visiteurs et pollinisateurs : nectaires extra-floraux de fougères comme la Pteridium aquilinum, fourniture du pollen par les Gymnospermes et les Angiospermes pour les premiers pollinisateurs, probablement des coléoptères ; sécrétion d'un liquide sucré au niveau des ovules chez les Gymnospermes, des étamines, des carpelles ou des pièces florales (avec un coût énergétique plus faible que la production de pollen) chez les Angiospermes. De nombreux tissus sécréteurs sont analogues au nectaire, tissus végétaux comme les hydathodes, élaïophores, mais aussi tissus animaux sécrétant le miellat.
Les nectaires produisent généralement moins d'un microlitre par jour d'un liquide sucré, le nectar, dont se nourrissent les animaux pollinisateurs nectarivores : les insectes comme les abeilles ou les papillons, mais aussi les oiseaux comme les oiseaux-mouches, les Nectariniidae ou les sucriers, ou encore des mammifères comme des petits marsupiaux ou des chauve-souris.
Selon l'hypothèse de protection, les pseudonectaires attirent des parasitoïdes ou des prédateurs lorsque leurs proies sont rares (typiquement des fourmis chez les plantes myrmécophiles, mais aussi des acariens, des chrysopes, des guêpes, des coccinelles et même quelques espèces d'araignées) servant de défenses biologiques contre les herbivores), le bénéfice de ce mutualisme variant beaucoup selon les situations, les espèces, voire les populations d'une espèce. Le nectar que les plantes myrmécophiles produisent attire notamment certaines fourmis qui, en occupant la plante, chassent les éventuels prédateurs qui s'y trouvent, par exemple des chenilles et autres insectes phytophages, ou la défendent contre l'infestation de pathogènes (champignons, bactéries). Les fourmis favorisent aussi la pollinisation en interdisant l'accès à l'extérieur de la corolle, régulièrement percée en leur absence par des prédateurs qui doivent alors accéder au nectar floral par l'intérieur de la corolle (d'où le terme de nectaire extranuptial),. 

Les fourmis elles-mêmes jouent un rôle négligeable dans la pollinisation : aptères, elles sont inaptes au vol ; sécrétion au niveau des glandes métapleurales lors des séances d'auto-toilettage de nombreux composés aux propriétés antibiotiques servant de défenses chimiques contre les agents pathogènes et inhibent la germination des graines. L'hypothèse de distraction propose que les pseudonectaires détournent les fourmis de la visite des fleurs et assurent une séparation spatiale des fourmis et des pollinisateurs.
 
Certaines plantes comme le tournesol produisent des nectaires extra-floraux avant leur floraison, ce qui peut avoir pour fonction de permettre la survie et le développement de l'ensemble de la faune pollinisatrice et de plus lui permettre de repérer sa nourriture avant la période de pollinisation.

## Histoire évolutive
« Au cours du développement phylogénétique, il se manifeste une tendance à la migration de ces glandes du périanthe vers la base du gynécée. Chez les Renonculacées, famille considérée comme primitive, les pétales correspondent à des nectaires transformés. Chez les familles évoluées, les Caryophyllaceae, le nectaire peut former un anneau continu à la base du filet des étamines. Enfin, chez les Primulacées, famille considérée comme très évoluée, les nectaires sont situés à la base du gynécée. »

### Développement des nectaires
Des études récentes ont permis de mieux déterminer le modèle de développement des nectaires, notamment à travers l’étude de deux espèces issues de deux branches distinctes des dicotylédones (les astéridées et les rosidées). Les expériences, qui ont été menées sur divers mutants de pétunia et d'Arabidopsis, ont montré que le développement des nectaires s’inscrit dans le modèle ABC du développement floral. Il existe une régulation redondante assurée par des gènes de la lignée C, ou gènes de la famille des MADS-box, provenant des sous lignées euAG et PLE. Chez les pétunias, cette régulation est assurée par pMADS3 et FBP6. AG et SHP1-2 assurent quant à eux la régulation chez les Arabidopsis. Les produits codés par ces gènes se lient probablement à la boite CArG du promoteur du CRC , permettant ainsi son expression, indispensable au bon développement des nectaires. De plus, le rôle de deux autres gènes a été mis en évidence. Il s'agit des gènes TOE-type BLIND ENHANCER (BEN) et APETALA2 (AP2)-type repressor of B-function (ROB), qui agissent comme des régulateurs majeurs de la taille des nectaires, en régulant négativement l'expression des gènes de la lignée C. D'autres recherches restent nécessaires pour déterminer tous les facteurs intervenants dans le développement des nectaires, notamment quant à la détermination de la position des nectaires au niveau de la plante. Par ailleurs, le modèle faisant intervenir les gènes de la lignée C et le CRC n'est pas applicable à toutes les plantes.
Le modèle de développement des nectaires étant similaire pour les pétunias et les Arabidopsis, il est intéressant de se demander ce que cela implique en termes d’évolution. En effet, malgré les différences observées entre ces deux espèces (dans les gènes de la lignée C, du point de vue de la phylogénie, et du positionnement des nectaires), de nombreux aspects de la spécification des nectaires ont été conservés. Notamment, on retrouve divers éléments du promoteur du CRC dans de nombreuses plantes (par exemple, la boite CArG est présente chez plusieurs familles phylogénétiques). L’activation du CRC, dépendante des gènes de la lignée C, existait probablement avant la séparation entre rosidées et astéridées, chez les espèces ayant leurs nectaires associés aux organes reproducteurs. Néanmoins, les chercheurs n’excluent pas la possibilité d’une évolution indépendante chez chacune de ces familles. 